# Mieczysław Cirkowski
Mieczysław Cirkowski (ur. 15 stycznia 1956 w Gdańsku) – polski piłkarz, występujący na pozycji obrońcy.

## Życiorys
Seniorską karierę rozpoczynał w Stoczniowcu Gdańsk, skąd w 1976 roku przeszedł do Zawiszy Bydgoszcz. Z bydgoskim klubem wywalczył w 1977 roku awans do I ligi. W latach 1978–1982 ponownie występował w Stoczniowcu Gdańsk, a następnie – do 1988 roku – grał w Bałtyku Gdynia. W barwach Bałtyku występował m.in. w Pucharze Intertoto. Ogółem Cirkowski rozegrał 163 mecze w I lidze.

## Statystyki ligowe
| Sezon     | Klub                | Liga    | Mecze | Gole |
| --------- | ------------------- | ------- | ----- | ---- |
| 1975/1976 | Stoczniowiec Gdańsk | II liga | ?     | ?    |
| 1976/1977 | Zawisza Bydgoszcz   | II liga | 7     | 0    |
| 1977/1978 | Zawisza Bydgoszcz   | I liga  | 29    | 0    |
| 1978/1979 | Stoczniowiec Gdańsk | II liga | ?     | ?    |
| 1979/1980 | Stoczniowiec Gdańsk | II liga | ?     | ?    |
| 1980/1981 | Stoczniowiec Gdańsk | II liga | ?     | ?    |
| 1981/1982 | Stoczniowiec Gdańsk | II liga | ?     | ?    |
| 1982/1983 | Bałtyk Gdynia       | I liga  | 28    | 0    |
| 1983/1984 | Bałtyk Gdynia       | I liga  | 23    | 0    |
| 1984/1985 | Bałtyk Gdynia       | I liga  | 30    | 0    |
| 1985/1986 | Bałtyk Gdynia       | I liga  | 30    | 0    |
| 1986/1987 | Bałtyk Gdynia       | II liga | 27    | 0    |
| 1987/1988 | Bałtyk Gdynia       | I liga  | 23    | 0    |